# ジョイプラザ (ショッピングセンター)
ジョイプラザは、兵庫県神戸市長田区にかつて存在したショッピングセンター。2013年1月31日閉業。

## 概要
所在地：神戸市長田区若松町5-5-1　（JR西日本 JR神戸線 新長田駅前）
住宅都市整備公団（現・UR都市機構）が「一般市街地住宅方式」により新長田駅前ビルを建設。うち商業施設部分を財団法人神戸市都市整備公社（現・神戸すまいまちづくり公社）が「ジョイプラザ」として、物販店、飲食店などのテナントを誘致し、運営。
1977年4月21日に開店した。
地下1階から地上2階部分には、核テナントとして「大丸新長田店」が入居。9,091m²と小型ながら「生活密着型店舗」として食品や衣料品、雑貨の売り場を設けた。また2階部分には、専門店街を構成し「ジョイプラザ名店会」と称し、神戸市商店街連合会に所属した。
1995年1月17日の阪神・淡路大震災に際して、長田区は最も被害の大きかった地域にもかかわらず、震災発生2日後には大丸がいち早く食料品などの必需品をワゴン販売する対応を行い、地元住民に貢献してきた。
施設の老朽化に対応し、1992年4月と2010年3月にリニューアルを実施。2010年のリニューアルでは、新長田駅前若松歩道橋と2階専門店街の直結も行った。
しかしながら、核テナントの大丸は、震災後の人口減と競合店出店が相次ぎ売上が減少。赤字が続いていたため、2013年1月31日に大丸が撤退したのに併せてジョイプラザも閉店した。
後継事業者には東急不動産が選定され、大規模リニューアルを経て2013年9月20日に「東急プラザ 新長田」として再オープンした。核テナントは大丸に代わり、スーパーマーケットの西友が入居し、こちらは2013年7月27日に先行開業している。